# 광주효덕초등학교
광주효덕초등학교는 대한민국 광주광역시 남구 진월동에 있는 공립 초등학교다.

## 학교 연혁
- 1935년 7월 10일 효지공립보통학교 개교
- 1938년 4월 1일 효지공립심상소학교로 개칭[1]
- 1941년 4월 1일 효지공립국민학교로 개칭[2]
- 1956년 2월 1일 광주효덕국민학교로 개칭(광주시 편입)
- 1995년 3월 1일 광주효덕초등학교로 개칭[3]
- 2019년 3월 1일 제33대 김해숙 교장 부임
- 2021년 1월 14일 제82회 졸업(총 졸업생: 18,672명)

## 참고 자료
- 광주효덕초등학교 - 한국교육학술정보원 학교알리미